# Reinhold Koser

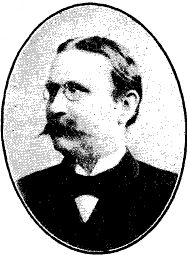
Reinhold Koser

Reinhold Koser (* 7. Februar 1852 in Schmarsow bei Prenzlau; † 25. August 1914 in Berlin) war ein deutscher Historiker und Direktor des Preußischen Geheimen Staatsarchivs.

## Leben
Reinhold Koser studierte in Berlin, Wien – dort schloss er sich der Burschenschaft Silesia an – und Halle Geschichte und Philologie. Er wurde 1874 promoviert mit einem Thema zum Dreißigjährigen Krieg: Der Kanzleienstreit: ein Beitrag zur Quellenkunde der Geschichte des Dreißigjährigen Krieges. Zwischen 1874 und 1885 beteiligte sich Koser an den Publikationen der Preußischen Akademie der Wissenschaften in Berlin, wo er ab 1880 Stellen als Privatdozent an der Universität und 1882 als „Geheimer Staatsarchivar“ innehatte, bis er 1884 zum außerordentlichen Professor ernannt wurde und den Archivdienst verließ.
Koser wurde 1890 als Nachfolger von Alfred Dove zum ordentlichen Professor an die Universität Bonn berufen und nach dem Tod Heinrich von Sybels 1896 zum Direktor der preußischen Staatsarchive ernannt. Im gleichen Jahr wurde er als ordentliches Mitglied in die Preußische Akademie der Wissenschaften aufgenommen. 1897 ernannte man ihn zum Geheimen Oberregierungsrat und 1898 zum Historiographen des preußischen Staates. Seit 1901 war er korrespondierendes Mitglied der Bayerischen Akademie der Wissenschaften.
Koser war Herausgeber der ersten vier Bände der Forschungen zur Brandenburgischen und Preußischen Geschichte. Neue Folge der „Märkischen Forschungen“ des Vereins für die Geschichte der Mark Brandenburg, die ab 1888 jährlich „in Verbindung mit Fr. Holtze, G. Schmoller, A. Stölzel, A. v. Taysen u. H. v. Treitschke“ bei Duncker & Humblot in Leipzig erschienen. Sein Nachfolger war Albert Naudé. Koser war Mitarbeiter der Allgemeinen Deutsche Biographie.

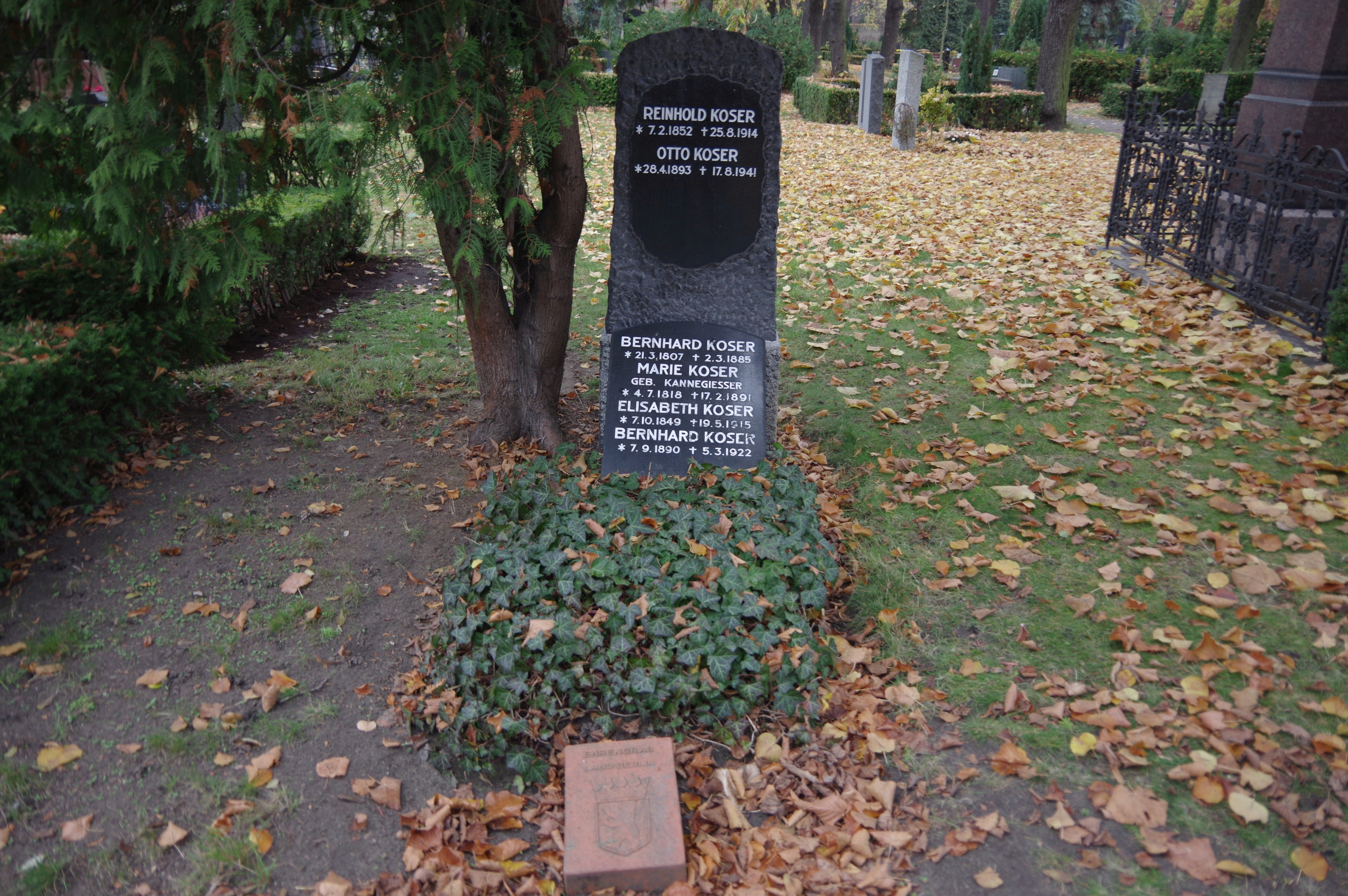
Ehrengrab von Reinhold Koser in Berlin-Schöneberg

1895 übertrug Kaiser Wilhelm II. Koser die Leitung des historischen Programms für die von ihm geplante und 1901 vollendete Siegesallee. Koser war damit zuständig für die Auswahl der 32 Standbilder und 64 Nebenfiguren des von der Berliner Bevölkerung als Puppenallee belächelten Monumentalboulevards, hatte sich dabei aber letztlich nach den kaiserlichen Vorgaben zu richten. Von 1905 bis 1914 war er Vorsitzender der Zentraldirektion der Monumenta Germaniae Historica.
Kosers Hauptwerk ist die Geschichte Friedrichs des Großen, wofür er 1912 mit dem Orden Pour le mérite für Wissenschaft und Künste ausgezeichnet wurde und 1904 den Verdunpreis erhielt.
Reinhold Koser starb 1914 im Alter von 62 Jahren in Berlin. Sein Grab befindet sich auf dem Alten Zwölf-Apostel-Kirchhof in Berlin-Schöneberg. Auf Beschluss des Berliner Senats ist die letzte Ruhestätte von Reinhold Koser (Grabstelle 5-1-2) seit 1980 als Ehrengrab des Landes Berlin gewidmet. Die Widmung wurde im Jahr 2001 um die übliche Frist von zwanzig Jahren verlängert. Sein Sohn Otto Koser (1893–1941) war ebenfalls Staatsarchivar.

## Schriften

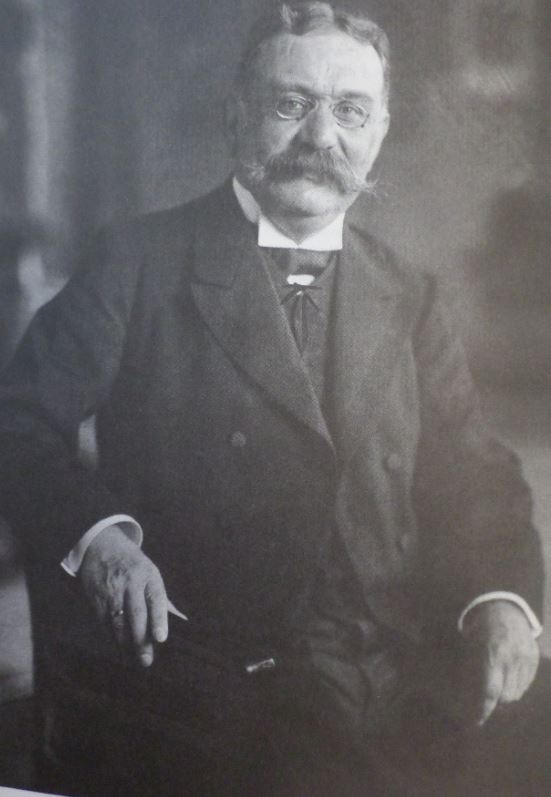
Reinhold Koser

- (Hrsg.) Heinrich de Catt. Unterhaltungen mit Friedrich dem Großen. Memoiren und Tagebücher. Hirzel, Leipzig 1884.
- Friedrich der Große als Kronprinz. 2. Auflage, J. G. Cotta, Stuttgart 1901 (archive.org).
- König Friedrich der Große. 2 Bände. J. G. Cotta, Stuttgart 1904/1908.
- Friedrich der Große – Volksausgabe. J. G. Cotta, Stuttgart/Berlin 1911 (online).
- Geschichte der brandenburgisch-preußischen Politik. Erster Bd.: Geschichte der brandenburgischen Politik bis zum Westfälischen Frieden von 1648. J. G. Cotta, Stuttgart/Berlin, 2. Aufl. 1913.
- Briefwechsel Friedrichs des Großen mit Grumbkow und Maupertuis (= Publicationen aus den preußischen Staatsarchiven, Bd. 72). Hirzel, Leipzig 1898 (Textarchiv – Internet Archive).
- Über den gegenwärtigen Stand der archivalischen Forschungen in Preußen (= Mittheilungen der K. Preußischen Archivverwaltung, Heft 1). Hirzel, Leipzig, 1900 (Textarchiv – Internet Archive).
- (Hrsg. mit Hans Droysen): Briefwechsel Friedrichs des Großen mit Voltaire (= Publikationen aus den K. Preußischen Staatsarchiven, Bd. 81), Teil 1: Briefwechsel des Kronprinzen Friedrich 1736–1740. Hirzel, Leipzig 1908 (Textarchiv – Internet Archive).
- (Hrsg. mit Hans Droysen): Briefwechsel Friedrichs des Großen mit Voltaire (= Publikationen aus den K. Preußischen Staatsarchiven, Bd. 82), Teil 2: Briefwechsel König Friedrichs 1740–1753. Hirzel, Leipzig 1909 (online in der Google-Buchsuche-USA).
- (Hrsg. mit Hans Droysen): Briefwechsel Friedrichs des Großen mit Voltaire (= Publikationen aus den K. Preußischen Staatsarchiven, Bd. 86), Teil 3: Briefwechsel König Friedrichs 1753–1778. Hirzel, Leipzig 1911 (archive.org).
- Preußische Staatsschriften aus der Zeit Friedrichs II. Bd. 1–3. Berlin 1874–1892.
- Politische Korrespondenz Friedrichs des Großen. Bd. 1–28. Berlin 1872–1903.
- Geschichte Friedrichs des Großen (Jahrhundertausgabe zum Gedächtnis des 24. Januar 1712), Cotta’sche Buchhandlung Nachfolger, Stuttgart/Berlin, Bd. 1: 1912, Bände 2 u. 3: 1913, Bd. 4: (Anmerkungen, Bibliographie, Personenverzeichnis) 1914.